# Fantastic Damage
Albums de El-P
El-P Presents Cannibal Oxtrumentals
(2002) High Water
(2004)
Fantastic Damage est le premier album studio d'El-P, sorti le 14 mai 2002.
L'album, entièrement produit par El-P, s'est classé 9e au Heatseekers, 14e au Top Independent Albums, 82e au Top R&B/Hip-Hop Albums et 198e au Billboard 200.

## Liste des titres
| No  | Titre                                                   | Contient un (des) sample(s) de                                                                                | Durée |
| --- | ------------------------------------------------------- | --- | ----- |
| 1.  | Fantastic Damage                                        | | 3:22  |
| 2.  | Squeegee Man Shooting                                   | Equinoxe Part 3 de Jean-Michel Jarre Vital Nerve de Company Flow Blind de Company Flow                        | 4:24  |
| 3.  | Deep Space 9mm                                          | Water des Silver Apples                                                                                       | 3:47  |
| 4.  | Tuned Mass Damper                                       | Bass Folk Song de Joe Farrell Tubular Bells, Pt. 2 de Mike Oldfield Ill Street Blues de Kool G Rap et DJ Polo | 4:05  |
| 5.  | Dead Disnee                                             | | 3:53  |
| 6.  | Delorean (featuring Aesop Rock et Ill Bill)             | Power Surge de Frank McDonald et Chris Rae Simian D a.k.a. Feeling Ignorant de Company Flow et Ill Bill       | 5:33  |
| 7.  | Truancy                                                 | | 5:04  |
| 8.  | The Nang, the Front, the Bush and the Shit              | | 5:37  |
| 9.  | Accidents Don't Happen (featuring Cage et Camu Tao)     | Live Wire des Meters                                                                                          | 4:50  |
| 10. | Stepfather Factory                                      | | 4:11  |
| 11. | T.O.J.                                                  | Hold Back de Peter Reno Cyclic Bit de Raymond Scott County Fair de Raymond Scott                              | 4:32  |
| 12. | Dr. Hellno and the Praying Mantus (featuring Vast Aire) | | 4:39  |
| 13. | Lazerfaces' Warning                                     | Sound of Da Police de KRS-One                                                                                 | 4:36  |
| 14. | Innocent Leader                                         | Soul Love de David Bowie                                                                                      | 2:21  |
| 15. | Constellation Funk                                      | | 4:58  |
| 16. | Blood (featuring Mr. Lif et C-Rayz Walz)                | | 4:26  |